# Cambio Democrático
Der Cambio Democrático (CD oder PCD für Partido Cambio Democrático, deutsch: Demokratischer Wandel) ist eine politische Partei Panamas. Gegenwärtig wird die Partei Mitte-Rechts eingeordnet. Trotz gelegentlicher Bezeichnung als konservativ wird die Partei häufig als liberal eingestuft. Die Partei bezeichnet sich auf ihrer Website selbst als pluralistische, nationalistische und demokratische Partei, die sich für bürgerliche Freiheiten, soziale Gerechtigkeit und Rechtsstaatlichkeit einsetzt.

## Geschichte
Im Jahre 1998 wurde die Partei Cambio Democrático von dem Unternehmer und früheren Direktor der panamaischen Sozialversicherungskasse, Ricardo Martinelli, gegründet. Die Partei wurde im selben Jahr bereits in Zusammenarbeit mit des Partido Revolucionario Democrático (PRD) aktiv, als sie im Verfassungsreferendum von 1998 als Teil des Bündnisses UNIDAD für die Option zur Wiederwahl eines Präsidenten eintrat.
Nachdem das Referendum mit rund 64 % gegen die Verfassungsänderung abgelehnt wurde, distanzierte sich die Partei mehr von der PRD. So trat die Partei im folgenden Jahr bei der Präsidentschaftswahl im Jahre 1999 gemeinsam mit weiteren Oppositionsparteien gegen den Kandidaten der PRD in dem Wahlbündnis Unión por Panamá auf, deren Kandidatin Mireya Moscos die Wahl gewann. Im selben Jahr zog die Partei mit zwei Sitzen ins Parlament ein.
In der nächsten Wahl im Jahre 2004 trat die Partei mit geringem Erfolg an. Sie schloss kein Wahlbündnis mit anderen Parteien, und so unterlag Kandidat Ricardo Martinelli (trotz höherer Stimmenanzahl als beispielsweise die des MOLIRENA) den anderen Kandidaten jeweils. Der Umstand des fehlenden Wahlbündnisses konnte auch nicht dadurch ausgebessert werden, dass die Partei am meisten Geld in die Kampagne investiert hatte. Auch im Parlament konnte die Partei keinen nennenswerten Stimmengewinn einfahren.
In den Wahlen 2009 änderte sich diese Situation der Partei. Das Wahlbündnis für den Kandidaten Ricardo Martinelli erreichte rund 60 % der Stimmen in den Präsidentschaftswahlen, die Partei selbst war die stärkste Kraft innerhalb des Bündnisses und die zweitstärkste Kraft in der gesamten Wahl (nach der PRD). Das Bündnis Alianza por el Cambio wurde innerhalb des Parlaments allerdings von dem Partido Panameñista dominiert, welche 22 Sitze erringen konnte. Der große Erfolg in den Präsidentschaftswahlen wurde darauf zurückgeführt, dass unter der Regentschaft der PRD etwa 40 % der Panamaer in Armut lebten. Sorgen durch die Weltwirtschaftskrise bestärkten den Kandidaten des CD nur, der für Stärkung des Gesundheitssystems, der nationalen Bildung, der Sicherheit und einer Finalisierung des Freihandelsabkommen mit den USA einstand.
Auch wenn die Wahl ein Erfolg war, zerbrach die Regierungskoalition bereits wenige Jahre später. Im Jahr 2011 forderte Präsident Martinelli den damaligen Vizepräsidenten und Außenminister sowie Vorsitzenden der Partido Panameñista Juan Carlos Varela auf, den Posten des Vizepräsidenten abzugeben. Zuvor hatte Martinelli Varela bereits als Außenminister entlassen. Laut Martinelli habe Varela zu viele Ämter auf sich vereinigt und sein Amt als Außenminister vernachlässigt. Varela trat nicht als Vizepräsident zurück, allerdings trat der damalige Finanzminister Alberto Vallarino, der ebenfalls Mitglied der Partido Panameñista ist, aus Protest zurück. Varela beendete daraufhin die Koalition, behielt aber sein Amt als Vizepräsident bis zur nächsten Wahl in 2014.
Bei den Wahlen 2014 kam es wieder zu einem Einbruch in der Unterstützung für den Cambio Democrático. Das Wahlbündnis Unidos por un Cambio landete in der Präsidentschaftswahl hinter dem Kandidaten der konkurrierenden Allianz El Pueblo Primero unter der Führung der Partido Panameñista. In dieser Wahl trat der bisherige Vizepräsident Juan Carlos Varela als Konkurrenz zum CD auf. Da in Panama die Wiederwahl eines Präsidenten unmöglich ist, durfte Martinelli in dieser Wahl nicht mehr antreten. An seiner Stelle trat Jose Domingo Arias, der ehemalige Minister für Wohnungsbau, als Kandidat des CD an. Das Bündnis Unidos por un Cambio baute vor allem auf die Erfolge der bisherigen Regierung. So wurde die Verbesserung der Wirtschaft und Infrastruktur angebracht. Arias versprach eine Fortsetzung der öffentlichen Arbeit und der Sozialprogramme. Der Erfolg dieser Kampagne begrenzte sich allerdings auf das Parlament, wo die Partei mit 30 Sitzen die stärkste Kraft im Parlament darstellen konnte und ihr bestes Ergebnis überhaupt erreichte. Das gesamte Wahlbündnis gemeinsam mit der MOLIRENA erreichte 32 Sitze in der Nationalversammlung.
Die nächsten Wahlen im Jahr 2019 sind im Schatten der Panama Papers und dem Odebrecht-Skandal abgehalten worden. Parteiübergreifend war vor allem das Versprechen, dass Korruption innerhalb der Regierung bekämpft würde, nachdem die beiden ehemaligen Präsidenten Varela und Martinelli in Verbindung mit Amtsmissbrauch und Unterschlagung gebracht wurden. Die großen Kontroversen über Martinelli schadeten der Partei Cambio Democrático jedoch nicht permanent, so erreichte die Partei in den Präsidentschaftswahlen die höchste Anzahl an Stimmen seit ihrer Gründung, wenn das Wahlbündnis des CD auch nicht gesiegt hat. Kandidat Rómolo Roux, Außenminister im Kabinett Martinelli nach der Regierungskrise im Jahre 2011, wurde lediglich zweitstärkste Kraft. Im Parlament hingegen verlor der CD beinahe 170.000 Stimmen.

## Wahlergebnisse seit 1999
| Präsidentschaftswahlen          | Präsidentschaftswahlen          | Präsidentschaftswahlen          | Präsidentschaftswahlen          | Präsidentschaftswahlen          |                                 | Parlamentswahlen                | Parlamentswahlen                | Parlamentswahlen                | Parlamentswahlen |
| Jahr                            | Kandidat                        | Stimmenanzahl                   | %                               | Resultat                        | Jahr                            | Sitze                           | Stimmenanzahl                   | %                               |                  |
| ------------------------------- | ------------------------------- | ------------------------------- | ------------------------------- | ------------------------------- | ------------------------------- | ------------------------------- | ------------------------------- | ------------------------------- | ---------------- |
| 1999                            | Kein Parteikandidat             | 36.068                          | 2,82 %                          | Sieg                            | 1999                            | 2                               | 66.841                          | 5,5 %                           |                  |
| 2004                            | Ricardo Martinelli              | 79.491                          | 5,3 %                           | Niederlage                      | 2004                            | 2                               | 107.511                         | 7,4 %                           |                  |
| 2009                            | Ricardo Martinelli              | 952.333                         | 59,97 %                         | Sieg                            | 2009                            | 14                              | 352.319                         | 23,4 %                          |                  |
| 2014                            | José Domingo Arías              | 581.828                         | 31,4 %                          | Niederlage                      | 2014                            | 30                              | 573.603                         | 33,7 %                          |                  |
| 2019                            | Rómulo Roux                     | 609.003                         | 31,0 %                          | Niederlage                      | 2019                            | 18                              | 405.798                         | 22,45 %                         |                  |
| 2024                            | Rómulo Roux                     | 259.030                         | 11,4 %                          | Niederlage                      | 2024                            | 8                               | 239.529                         | 11,2 %                          |                  |
| Quellen: 1999 bis 2004: danach: | Quellen: 1999 bis 2004: danach: | Quellen: 1999 bis 2004: danach: | Quellen: 1999 bis 2004: danach: | Quellen: 1999 bis 2004: danach: | Quellen: 1999 bis 2004: danach: | Quellen: 1999 bis 2004: danach: | Quellen: 1999 bis 2004: danach: | Quellen: 1999 bis 2004: danach: |                  |

## Kontroversen
Nach den Wahlen im Jahr 2015 wurde Ex-Präsident Martinelli durch die neue Verwaltung überprüft. Es wurden Vorwürfe wegen Unterschlagung, illegalen Abhöraktionen gegen Oppositionelle, Journalisten und Unternehmer in über 150 Fällen und Amtsmissbrauch erhoben. Die erste Beschuldigung im Jahre 2015 bezog sich auf Unterschlagung im Wert von 45 Millionen Dollar, die durch getrocknete Lebensmittel im Rahmen eines Sozialprogramms getätigt worden sei. Die Untersuchungen weiteten sich aus und ehemalige Minister und hochrangige Beamte wurden ebenso beschuldigt. Zuerst verurteilt wurde der von Martinelli ernannte Vorsitzende des Obersten Gerichtshofes, aufgrund illegaler Bereicherung und Urkundenfälschung. Am 8. April 2015 wurde Martinellis Immunität als Parteivorsitzender aufgehoben. Martinelli hatte sich bereits Ende Januar nach Guatemala, dann Miami abgesetzt. Es kamen weitere Vorwürfe auf, so soll er auch in den Odebrecht-Skandal verwickelt sein. Interpol hat darauf im Mai 2017 einen internationalen Haftbefehl ausgestellt. Martinelli wurde im Juni desselben Jahres in den USA festgenommen, im Juni des nächsten Jahres wurde er nach Panama ausgeliefert. Im August 2019 wurde Martinelli von einem panamaischen Gericht von den Vorwürfen der illegalen Abhöraktionen und der Veruntreuung öffentlicher Gelder freigesprochen, der Freispruch wurde aber im November 2020 durch das oberste Berufungsgericht Panamas wieder aufgehoben. Am 9. November 2021 wurde Martinelli erneut von den Vorwürfen freigesprochen.
Im Januar 2021 wurde der CD-Abgeordnete des Zentralamerikanischen Parlaments Carlos Outten im Zuge einer Demonstration festgenommen. Sein Vertreter im Zentralamerikanischen Parlament, Ricardo Martinelli Linares, der Sohn des Ex-Präsidenten Martinelli, wurde im Juli 2020 auf Folge eines Haftbefehls durch Interpol in Guatemala wegen möglicher Verwicklung in den Odebrecht-Skandal festgenommen. Carlos Outten wurde nach kurzer Zeit vom Obersten Gerichtshof Panamas wieder freigelassen, da er Immunität genießt. Der noch nicht vereidigte Stellvertreter Martinelli Linares hingegen steht noch immer in Gewahrsam.